# Coelichneumon leucocerus
Coelichneumon leucocerus là một loài tò vò trong họ Ichneumonidae.